# Theodorick Bland (juge)
Theodorick Bland, né le 6 décembre 1776 dans le comté de Dinwiddie et mort le 16 novembre 1846 à Annapolis, était un avocat, homme politique et juge fédéral américain.

## Biographie

### Éducation et début de carrière
Né dans le comté de Dinwiddie, en Virginie, Bland est admis au barreau en 1797,,. Il pratique sa profession d'avocat en premier lieu à Danville, puis dans le Tennessee, dans le Kentucky puis finalement à Baltimore,. Vers 1800, il s'installe à Baltimore, se déclarant « insatisfait de la vie sur la frontière »,. Il est élu membre de la Chambre des délégués du Maryland en 1809. Il aide à écrire un nouveau code pénal pour l'état du Maryland,,. Bland est secrétaire du  Committee of Public Safety for Baltimore au début de l'année 1812. Il est nommé associate judge du 6e district juridique du Maryland le 10 octobre 1812. Ce district inclut Baltimore ainsi que les villes du comté de Harford. Theodorick Bland y sert jusqu'en 1817,,. Durant la guerre de 1812, il est secrétaire du Committee of Safety et participe activement à la défense de la cité en ces temps de guerre.

### Au service du gouvernement fédéral
De même que Caesar A. Rodney et John Graham, Bland est choisi en novembre 1817 par le président James Monroe afin de mener une mission diplomatique spéciale en Amérique du Sud, la commission sud-américaine de 1817-1818,. Sa nomination est approuvée par le secrétaire de la Commission, Henry Marie Brackenridge. Bland suggéra à Monroe d'autoriser la Commission à visiter en dernier lieu le Chili. L'autorisation fut donnée par le secrétaire d’État John Quincy Adams deux semaines avant le départ. Sous le commandement du commodore Arthur Sinclair, l'USS Congress quitte les États-Unis le 4 décembre 1817 et arrive à Rio de Janeiro le 29 janvier 1818. À Montevideo, Bland fait la connaissance du botaniste William Baldwin qui accompagne le chirurgien en chef. Le botaniste aide le général José Miguel Carrera à quitter le pays. En avril, Bland quitte Buenos Aires et gagne Mendoza en Argentine en passant par le col de la Cumbre. Dans le même temps, le reste de la Commission quitte l'île de Margarita le 25 juin 1818 et regagne Norfolk le 8 juillet. Une semaine plus tard, Bland quitte Valparaiso et arrive à Philadelphie le 29 octobre 1818. Les conclusions des membres de la Commission sur ce voyage furent finalement différentes les unes des autres, ne permettant pas de conclure sur un jugement commun. À propos du congrès de Tucumán, le secrétaire d’État Adams inscrit dans ses mémoires que « Bland les tient en horreur et mépris »,. Contrairement aux conclusions des autres membres de la commission dont les propos concernent les domaines politiques, militaires et commerciaux, Bland s’attarde sur des conclusions plus complètes ainsi que des commentaires relatifs à la géographie et l'agriculture. Il a été impressionné par les capacités agricoles du Chili.
Tous les protagonistes de la Commission ont reçu des « postes de confiance » après leur retour. Bland reçoit un recess appointment du président Monroe lui permettant de siéger au poste de juge de l'U.S. District Court du Maryland, siège laissé vacant par James Houston le 23 novembre 1819,. Sa nomination a lieu le 3 janvier 1820 avant que le Sénat ne la confirme le 5 janvier 1820. Bland sert quatre années à ce poste afin de démissionner le 16 août 1824 une fois nommé chancelier du Maryland.

### Chancelier du Maryland
« I determined, to make every effort to acquire a complete knowledge of the peculiar principles and practice of the Court of Chancery of Maryland to which my attention had been so rarely drawn and for which I had had, for many years in the judicial stations I previously held, so little use. Upon inquiry I soon found that anything like an accurate knowledge of those principles was only to be gathered from the records themselves, to which I therefore resorted and after a careful perusal noted the course of proceeding, and occasionally made short digests of such cases as appeared most likely to be useful thereafter. In this way I collected a considerable mass of information, which has greatly facilitated my official labors. »

— Theodorick Bland
Peu après sa nomination, une décision prise par Bland a fortement déplu à l'assemblée, ce qui a persuadé la Chambre des délégués du Maryland de tenter de mettre un terme à la fonction de chancelier. N'y parvenant pas, elle a proposé de diminuer le salaire de fonction à ce poste. Le Sénat du Maryland a rejeté les efforts de réduction du salaire de 3 400 $ à 2 200 $ ou 2 500 $. Lors de la session suivante, Bland a présenté un mémorandum argumentant que les actions de l'assemblée menacent l'indépendance de la justice. Ce mémorandum a été couronné de succès et a mené à une fixation du salaire de chancelier à 3 400 $ ainsi qu'à un paiement des arriérés de Bland à ce salaire.
Les opinions exprimées par Bland ont tendance à être longues et à résumer des quantités importantes de la doctrine qu'il met en œuvre. Un exemple est celui de l'expression de son opinion dans Gwinn vs. Payson qui est écrit alors qu'il siège comme juge de la Baltimore County Court. L'affaire porte sur un projet de loi assez simple concernant les capitaux propres. Bland a douté de sa compétence dans cette juridiction. Il a écrit un document de 94 pages dont 65 adressées au pouvoir judiciaire en lui demandant d'annuler une loi adoptée par le pouvoir législatif à propos de la terre lorsqu'il est en conflit entre la Constitution et l’État. Bland a conclu que le législateur avait outrepassé ses droits en garantissant à la cour la compétence des capitaux propres, mais a également noté que les deux parties ont expressément demandé que le problème soit résolu par un tribunal.

### Mort
Décrit comme un « gentleman de la vieille école », Bland meurt dans son lit d'une « maladie du cœur » à Annapolis (Maryland) le 16 novembre 1846. Il est enterré au Cemetery Creek de la même ville.
Sa mémoire a été honorée à un rassemblement du Bar of Baltimore par un comité comprenant notamment le juge en chef des États-Unis Roger Brooke Taney et William Henry Norris. Des discours furent également prononcés par Charles F. Mayer et Reverdy Johnson. Il a par ailleurs été noté une certaine ironie quant au testament de Bland qui a provoqué un litige, dans ce que l'on nomme l'affaire Mayo vs. Bland.

## Famille
Le chancelier Bland est un descendant du gouverneur Richard Bennett ainsi que le beau-fils de ce dernier, Theodorick Bland de Westover (en). Il est le fils de Theodorick Bland (né en 1746) et de Sarah Fitzhugh (1748-1793),. Son oncle est Thomas Fizhugh et sa sœur Sophia Bland. Bland se marie à Sarrah Glen (née en 1770), la veuve de John Davis,' qui a deux enfants de son premier mariage :
- Elizabeth Glen Davis, mariée à John Stuart Skinner le 10 mars 1812[2],[11],[12],[13] ;
- Jacob Davis[11].

Son mariage à Bland mène au moins à deux naissances :
- Sarah Battaile Fizhgugh Bland[8], mariée au capitaine Isaac Mayo en 1835[6],[12]. Leur  fille, Sarah Battaile Mayo résidera à la Peggy Stewart House d'Annapolis et se mariera à Thomas Henry Gaither en 1857[6],[12],[14] ;
- William G. Bland.

John Hesselius a peint en 1767 un portrait de la mère de Bland, Sarah Fitzhugh Bland. Il s'agit de la seule œuvre signée par Hesselius pour laquelle il existe un record d'estimation : 20 livres et 16 shillings. La Maryland Historical Society a éventuellement reçu en 1945 le portrait d'un arrière petit-fils du chancelier Bland.
Entre 1828 et 1845, Bland a acquis 300 acres de terres agricoles à John Crompton Weems. Sous son prédécesseur, cette surface était connue sous le nom de « LaGrange » mais sera plus tard connue comme « Blandair »,,'. Sarah Bland Mayo n'a pas hérité de la propriété avant la mort de son père et en a éventuellement fait hériter sa propre fille, Sarah Mayo Gaither, comme cadeau de mariage en 1857'.